# サンタイサベル島
サンタイサベル島 (サンタイサベルとう、Santa Isabel Island) はソロモン諸島の北部に位置する島。別称サンタイザベル島、イサベル島、イザベル島。

## 概要
島は南東から北西に向かって細長い形をしている。南東にマライタ島、北西にチョイスル島、ニュージョージア海峡を挟んで南西にニュージョージア諸島がある。面積は3,780km2あり、国内の島で3番目に大きい。イサベル州の中核をなし、州都のブアラ (Buala) が東部にある。島の人口は約30,000人。
最も高い山は Kubonitu山で、高さ1,220m。
ソロモン諸島の島の中では、ヨーロッパ人が最初に到達した島で、1568年、スペインの探検家メンダーニャがサンタイサベル島を「発見」した。

## 第二次世界大戦
1973年（昭和48年）、厚生省の調査団は、1942年（昭和17年）にニュージョージア島に置き去りにされた27人の日本兵の行方について現地調査を行った。イギリス軍の元ソロモン領域沿岸警備隊長に接触して聞き取りを行ったところ、隊長が武器供与を行ったサンタイサベル島の現地民8人が、1942年12月22日、現地民が27人の日本兵と交戦して全滅させた記録があることが判明。厚生省の調査団は、サンタイサベル島で全滅した日本兵は、時期と人数からニュージョージア島に置き去りにされた27人であると確認した。